# 缅茄
缅茄（学名：Afzelia xylocarpa）是豆科缅茄属的植物。原產於緬甸，《本草纲目拾遗》称之为“缅茄”，因其自缅甸引入栽种，其果实又酷似茄之果，故由此得名，又称木茄、沔茄、细茄。缅茄為稀珍樹種，樹皮灰褐色，有灰白斑黃，葉偶數羽狀複葉，莢果木質，棕褐色而光滑，種子木質黑色，卵形長橢圓形，乾時堅如石。緬茄樹為高級家具用材，果實能入药，有“清热解毒，消肿止痛”之效，亦可用於刻印或手雕藝術擺飾，被人們視為象徵平安幸運的珍品。

## 形态
常绿乔木，高达40米。偶数羽状复叶，2－4对宽椭圆形或宽卵形的小叶，先端圆或微凹；总状花序排列成圆锥状，密生灰色短毛，萼管状花偏向花序轴的一侧，裂片四枚，两大两小，仅一枚淡紫色花瓣，其余退化；长椭圆形褐色的木质荚果肥厚，有种子2－3个，种子有角质种柄。
緬茄的種籽上有一種黃色的附著物，那種附著物像是種籽上的一層帽子，極其堅硬。

## 分布
分布在越南、老挝、柬埔寨、泰国、缅甸以及中国大陆的广东、广西、海南、云南等地。中国大陆现存可考的缅茄树均分布于广东省内，其中位于高州市宝光街道西岸村委会的缅茄树树龄逾四百年，属国家一级古树，是国内已知唯一结籽能用的缅茄树。高州市区另两棵缅茄树，位于南关某手套厂大院内的一棵不结果实，市政府大院内的一棵虽结果却没蜡质蒂头。另外，湛江赤坎区的寸金桥公园内也分布着11棵缅茄树。

## 图集

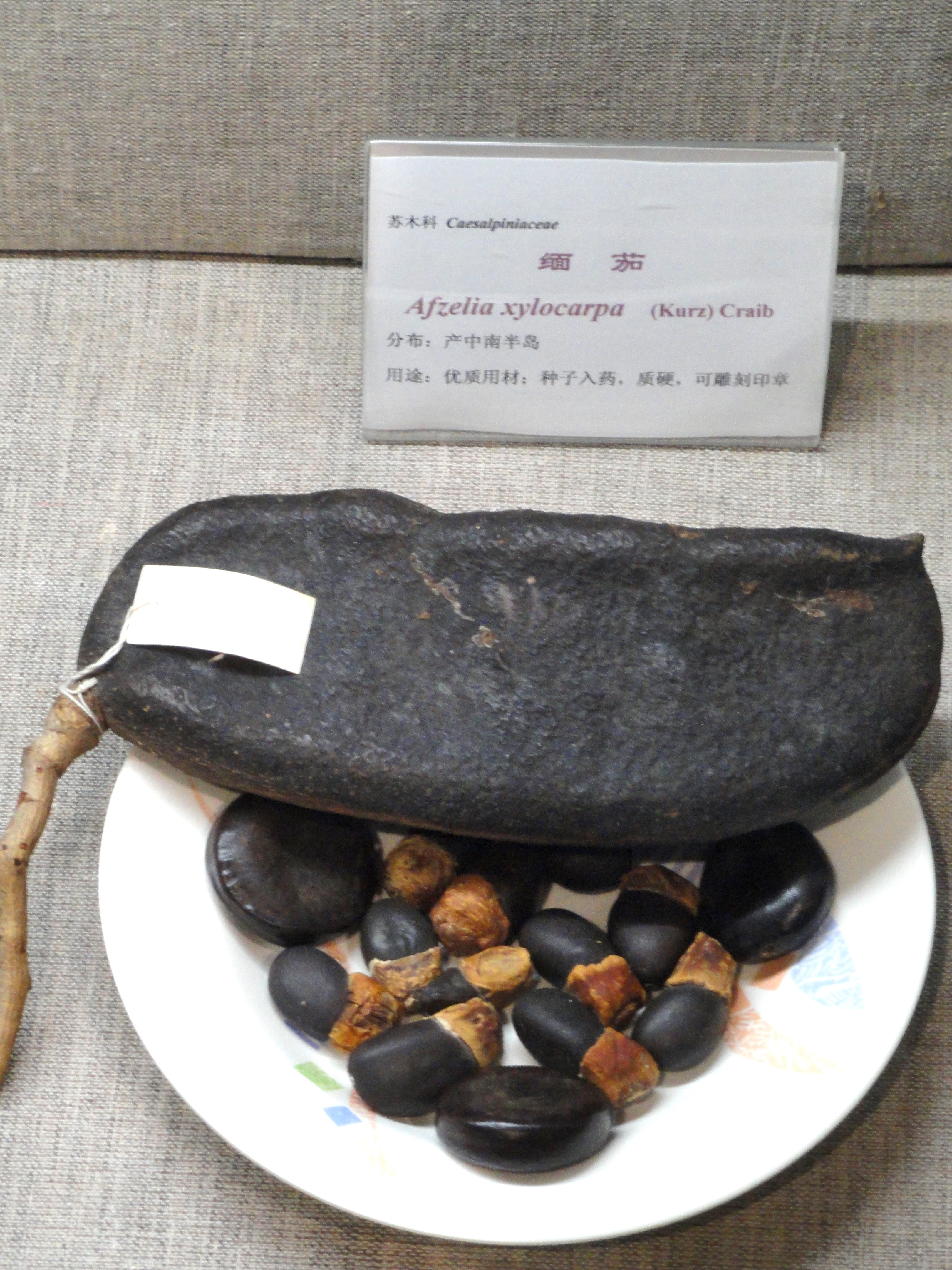
缅茄莢果與豆子標本
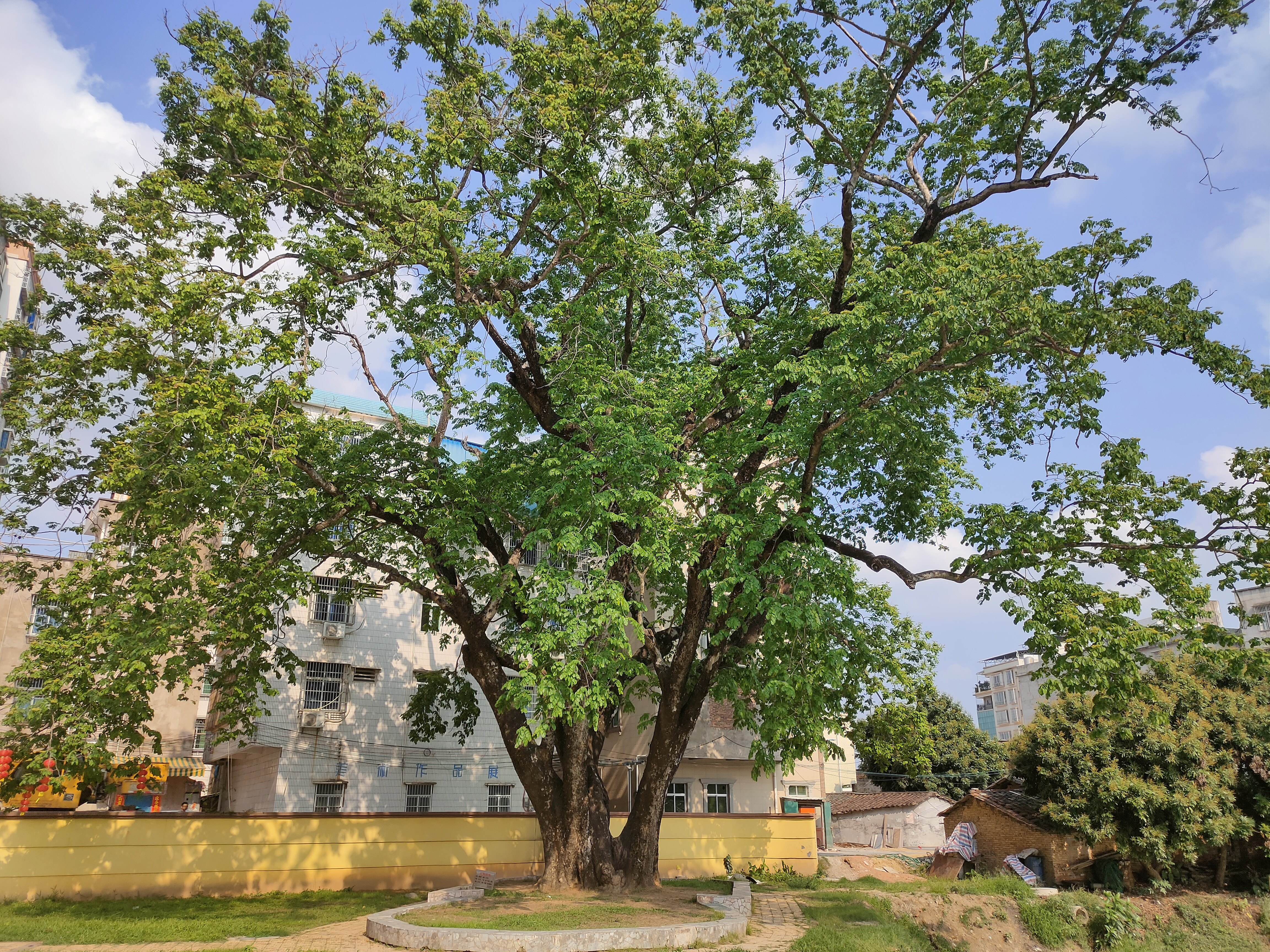
现存于广东省高州市的缅茄古树

## 相关链接
1. ↑  . www.gaozhou.gov.cn.   [2021-01-06]. （原始内容存档于2022-03-20）.
2. ↑  . www.sohu.com.   [2021-01-06] （英语）.